# Eschborn
Eschborn este un oraș din landul Hessa, Germania.